# Lomec
Lomec település Csehországban, a Klatovyi járásban. Lomec Týnec, Klatovy, Janovice nad Úhlavou és Bezděkov településekkel határos. Lakosainak száma 128 fő (2024. január 1.).

## Népesség
A település lakosságának változását az alábbi diagram mutatja:
| Lakosok száma | 206  | 239  | 216  | 137  | 110  | 114  | 136  | 133  | 133  | 128  |
|               | 1869 | 1890 | 1921 | 1950 | 1980 | 2001 | 2017 | 2019 | 2022 | 2024 |